# Pallenopsis brevidigitata
Pallenopsis brevidigitata is een zeespin uit de familie Pallenopsidae. De soort behoort tot het geslacht Pallenopsis. Pallenopsis brevidigitata werd in 1902 voor het eerst wetenschappelijk beschreven door Mobius. 